# Рио Моралес
Рио Моралес (англ. Rio Morales) — героиня комиксов издательства Marvel Comics, созданная сценаристом Брайаном Майклом Бендисом и художником Сарой Пикелли. Наиболее известна как мать Майлза Моралеса / Человека-паука.

## Биография
Рио — пуэрториканка. Она работает медсестрой в Бруклинской больнице. В то время как её муж Джефферсон не доверяет супергероям, Рио положительно относится к ним, в частности к новому Человеку-пауку. Когда Конрад Маркус нападает на Джефферсона, Человек-паук останавливает и побеждает его; в этот момент Рио получает шальную пулю от полицейского, который пытался убить Венома и узнаёт, что Человеком-паук является её сын Майлз. На последнем издыхании она выражает гордость за Майлза и просит его не рассказывать об этом Джефферсону. Из-за смерти Рио Майлз на год отказывается от деятельности супергероя. После событий Secret Wars Молекулярный человек в знак признательности Майлзу, перенёс его, Ганке и семьи обоих молодых людей в основную вселенную Marvel, а Джефферсон воссоединился с Рио, которая вернулась к жизни. В то время как Джефферсону уже была известна правда о двойной жизни Майлза, Рио узнаёт об этом со временем и принимает её. Позже она рожает дочь по имени Билли Моралес.

## Вне комиксов

### Телевидение
- Рио Моралес появилась в мультсериале «Великий Человек-паук» (2012), где её озвучила Мария Кэнелс-Баррера[11]. Здесь она является овдовевшей матерью Майлза Моралеса, которая поддерживает сына в его начинаниях. В эпизоде «Майлз вне дома» они с сыном собираются отпраздновать его день рождения, однако Майлзу приходится отлучиться, чтобы помочь Питеру Паркеру остановить Зелёного гоблина. В конечном итоге Гоблин разрушает портал между мирами, из-за чего Майлз остаётся в реальности Паркера. В эпизоде «Возвращение в Паучью Вселенную: Часть 4» Рио похищает Паук-волк, но затем её спасают Человек-паук, Малыш Аранхнид и Женщина-паук. Рио получает возможность переехать во вселенную Человека-паука и жить вместе с Майлзом.
- Габриэль Руис озвучила Рио Моралес в мультсериале «Паучок и его удивительные друзья» (2021)[12].

### Кино
Лорен Велес озвучила Рио Моралес в анимационной франшизе Sony «Паучьи миры».
- В анимационном фильме «Человек-паук: Через вселенные» (2018) Рио и её муж Джефф опекают их сына Майлза, который учится в престижной Бруклинская академии «Вижнс» и приезжает домой только на выходные. Когда Майлз оказывается дома посреди рабочей недели, Рио понимает, что тот чем-то обеспокоен и позволяет ему остаться. В этот же вечер они с мужем узнают о смерти Человек-паука. В течение нескольких дней Майлз не появляется в академии и не отвечает на звонки по телефону, в связи с чем Рио и Джефф продолжают обзванивать все возможные места, в которых тот мог бы находиться. В ночь, когда Рио дежурила в больнице в Бруклине происходит землетрясение вследствие сражения Людей-пауков и Кингпина.
- В мультфильме-сиквеле «Человек-паук: Паутина вселенных» (2023) Рио и Джефф беседуют с преподавателем Майлза, которая заявляет, что тот часто прогуливает школу и имеет плохую оценку по испанскому языку. Несколько раз Майлз пытается раскрыть свою тайную личность матери, но не находит в себе силы. Также Рио с подозрением относится к его подруге Гвен Стейси, и, когда та посещает их дом в поисках пропавшего Майлза, требует от неё объяснений. В ответ Гвен говорит родителям Майлза, что тот очень любит их и уходит. Кроме того, Майлз попадает в альтернативную реальность, где Джефферсон погиб, а его альтернативную версию воспитывают Рио и дядя Аарон. Не зная об этом, Майлз наконец раскрывает Рио, что он Человек-паук, но та не воспринимает его слова всерьёз, поскольку в этом мире не было никакого Человека-паука[14][15].

### Видеоигры
- Рио появляется в играх Spider-Man Unlimited (2014) и Marvel Avengers Academy (2016).
- Рио Моралес появляется в игровой серии Spider-Man от Insomniac Games, где её озвучила Жаклин Пиньоль[16].
  - В игре Spider-Man (2018) она становится вдовой после смерти Джефферсона во время нападения Мистера Негатива на мэрию. Рио помогает Майлзу справиться с утратой в семье и устраивает своего сына на работу в П.И.Р. при поддержке Питера Паркера и Мэй Паркер.
  - В спин-оффе первой части Spider-Man: Miles Morales (2020) Рио участвует в выборах в городской совет в разгар жестокого противостояния между Roxxon и Подпольем[17]. Позже она обнаруживает, что Майлз является Человеком-пауком и принимает это. В финале Рио становится членом городского совета[18].